# Halina Feliksa Starczewska
Halina Feliksa Starczewska, po mężu Chorążyna, ps. „Szczęsna”, „Karolek” (ur. 24 października 1895 w Warszawie, zm. 10 października 1986 tamże) – działaczka niepodległościowa, dama Orderu Virtuti Militari, inżynier chemik.

## Życiorys
Urodziła się 24 października 1895 w Warszawie. Była córką Franciszka, urzędnika Gazowni Miejskiej i Marii z Życieńskich, nauczycielki muzyki. Miała trzech braci: Jerzego Stanisława, uczestnika II i III powstania śląskiego, od 1924 menadżera muzycznego w USA, Jana, działacza podziemia i organizatora pomocy społecznej w czasie II wojny światowej, oraz Franciszka, inżyniera sieci tramwajów miejskich w Warszawie, więźnia Pawiaka, a potem obozów koncentracyjnych Auschwitz-Birkenau i Neuengamme.
W latach 1906–1912 uczyła się w Żeńskim Prywatnym Zakładzie Naukowym Pauliny Hewelke. W roku szkolnym 1913/1914, po zdaniu państwowego egzaminu nauczycielskiego, była na tej pensji nauczycielką przyrody w trzech najniższych klasach. Następnie w czerwcu 1914 ukończyła Kursy Pedagogiczne Naukowe Żeńskie, organizowane przez Katolicki Związek Kobiet Polskich w Warszawie. W następnym roku zrobiła Kurs Sekcji Technicznej Towarzystwa Kursów Naukowych. W listopadzie 1915 wstąpiła na Wydział Chemiczny Politechniki Warszawskiej. Była jedną z pierwszych 13 kobiet, które uzyskały możliwość studiowania na tej uczelni. Studia przerwała w styczniu 1917 i wstąpiła do Polskiej Organizacji Wojskowej. Działała w niej pod pseudonimem „Szczęsna”. Była m.in. kierowniczką tzw. biura paszportowego, które zajmowało się legalizacją członków POW. Po odzyskaniu niepodległości przekazana do dyspozycji Oddziału II Sztabu Generalnego Wojska Polskiego. Pełniła zadania kurierki, prowadząc emisariuszy przez front polsko-radziecki i przenosząc rozkazy na trasie Warszawa–Wilno–Mińsk. W kwietniu 1919 została ujęta podczas akcji przez oddział Armii Czerwonej. Odbito ją w przeddzień rozprawy przed Trybunałem Rewolucyjnym w Ejszyszkach. W 1920 pracowała w sztabie kijowskiej placówki POW – Komendy Naczelnej nr 3, prowadząc sprawy wywiadu wojskowego.
W latach 1920–1922 kontynuowała studia i uzyskała dyplom inżyniera chemika ze specjalnością w zakresie chemii fizycznej. Był to pierwszy dyplom uzyskany przez kobietę na Politechnice Warszawskiej. W czasie studiów była asystentką Wojciecha Świętosławskiego, z którym następnie współpracowała aż do 1939 oraz pracownicą cywilną Archiwum POW. W połowie lat 30. wyszła za mąż za Michała Chorążego, z którym pracowała w zespole badawczym Działu Węglowego w Chemicznym Instytucie Badawczym. Była współzałożycielką Polskiego Towarzystwa Chemicznego i czynną uczestniczką jego kolejnych zjazdów. Przez pewien czas była sekretarką Świętosławskiego jako ministra oświecenia publicznego i wyznań religijnych.
Od końca października 1939 działała w konspiracji pod pseudonimem Karolek. W listopadzie, na polecenie komendanta głównego Służby Zwycięstwu Polski, gen. Michała Tokarzewskiego-Karaszewicza, przystąpiła, wraz z Zygmuntem Hemplem, do organizacji tzw. komórki więziennej przy Oddziale I Dowództwa Głównego. Wykorzystano fakt, że Niemcy pozostawili polską straż więzienną. Praca tej komórki polegała na zbieraniu informacji o tym, co się dzieje w więzieniach oraz przekazywaniu indywidualnych ostrzeżeń i grypsów. Wiosną 1940 z powodu denuncjacji musiała wycofać się z tej działalności, przekazując swe obowiązki Kazimierzowi Gorzkowskiemu.
15 lipca 1940 została aresztowana na skutek donosu o działalności w POW. Znalazła się na kobiecym oddziale Pawiaka, tzw. „Serbii”. Weszła tam w skład wewnętrznej komórki więziennej, którą znacznie rozbudowała. 22 września 1941 została wywieziona w pierwszym wielkim transporcie kobiet do obozu koncentracyjnego Ravensbrück. W obozie prowadziła tajne nauczanie na szczeblu szkoły średniej w zakresie chemii i języka niemieckiego. Prowadziła też dziennik mówiony na podstawie prasy niemieckiej. 1 maja 1945 powróciła do kraju. Po odbyciu rekonwalescencji podjęła w czerwcu 1946 dawną pracę w instytucie, funkcjonującym wówczas pod nazwą Instytut Przemysłu Chemicznego. Na emeryturę przeszła 19 maja 1965. Zmarła 10 października 1986 w Warszawie. Została pochowana w grobie rodzinnym na cmentarzu Powązkowskim.

## Ordery i odznaczenia
- Krzyż Srebrny Orderu Virtuti Militari nr 3015 – 1922
- Krzyż Niepodległości z Mieczami – 2 sierpnia 1931 „za pracę w dziele odzyskania niepodległości”[4][5]
- Krzyż Walecznych dwukrotnie – 1922[6]